# Wróblew (Wieluń)
Pour les articles homonymes, voir Wróblew.
Wróblew est une localité polonaise de la gmina de Skomlin, située dans le powiat de Wieluń en voïvodie de Łódź.